# عبد الجليل رحمت شاه
عبد الجليل رحمت شاه المعروف باسم راجا كيشيك هو سلطان جوهر من 1718 إلى 1721، ومؤسس سلطنة سياك سري إندرابورا والذي حكمها من 1725 إلى 1746.

## سيرته
ادعى راجا كيشيك أنه ابن السلطان محمود شاه الثاني، وأنه الأحق بالسلطنة من بندهارا تون عبد الجليل الذي أصبح السلطان عبد الجليل شاه الرابع. في عام 1717 قام «راجا كيشيك» بتجميع أسطول من المينانغكابو. وفي عام 1718 ظهر راجا كيشيك على نهر رياو مع قوات المينانغكابو، ونجح في التغلب على أسطول جوهر. ثم تمكن من الاستيلاء على عاصمة جوهر، وأعلن نفسه حاكماً، واعتمد وسمى نفسه «السلطان عبد الجليل رحمت شاه»، وحكم من 1718 إلى 1722.
قُتل عبد الجليل شاه الرابع أثناء أداء صلاته على متن سفينته، بواسطة مبعوث أرسله راجا كيشيك قبالة كوالا باهانج في 21 نوفمبر 1721.
تخلى عن راجا كيشيك مرتزقة البوقس الذين ساعدوه، واضطر في النهاية إلى الفرار إلى سياك، حيث أسس سلطنة جديدة وهي سلطنة سياك سري إندرابورا في عام 1722 بعد فشله في الاستيلاء على عرش سلطنة جوهر. وقام البوقس بتثبيت راجا سليمان بن عبد الجليل شاه الرابع كسلطان لجوهر.